# 토히르 카파제
토히르 베이살로비치 카파제(우즈베크어: Tohir Veysalovich Kapadze, 러시아어: Тахир Вейсалович Кападзе 타히르 베이살로비치 카파제[*], 튀르키예어: Tahir Veisalovic Kapadze 타히르 베이살로비지 카파드제[*], 1955년 5월 10일~)는 우즈베키스탄의 축구 선수, 지도자, 축구 행정가이다.

## 생애
선수 시절 소련의 축구 리그들에 출전하는 우즈베크 소비에트 사회주의 공화국의 구단들에서 활동했다. 1970년대에 축구 지도자 경력을 시작했고 1980년대에 테미리울치와 체멘치의 감독으로 활동한 후 1991년 압토모빌치 감독을 맡았다.
1991년 소련의 붕괴 이후 우즈베키스탄 축구 협회 소속으로 일했고 2011년 우즈베키스탄 올림픽 축구 국가대표팀 감독으로 바딤 아브라모프가 임명된 후 마라트 미프타후트디노프와 함께 대표팀의 코치로 임명되었다. 2013년부터 2014년까지 우즈베키스탄 슈퍼리그의 FC 코칸트 1912 감독으로 활동했고 2015년부터 2017년까지 FC 네프치 페르가나 단장으로 활동했다.

## 개인사
카파제 가문은 메스헤티 튀르크인으로 제2차 세계 대전 시기에 소련에 의해 중앙아시아로 강제이주당한 조지아계 튀르키예인이기도 했다. 토히르의 세 아들들 테무르 카파제, 데니스 카파제, 캄론 카파제 또한 축구 선수로 활동했다.